# Gran Premi de Bèlgica del 1975
Resultats del Gran Premi de Bèlgica de Fórmula 1 disputat la temporada 1975 al circuit de Zolder el 25 de maig del 1975.

## Resultats
| Pos | No | Pilot              | Equip             | Voltes | Temps / Retirada | Pos. de sortida | Punts |
| --- | -- | ------------------ | ----------------- | ------ | ---------------- | --------------- | ----- |
| 1   | 12 | Niki Lauda         | Ferrari           | 70     | 1h 43' 53. 98    | 1               | 9     |
| 2   | 3  | Jody Scheckter     | Tyrrell - Ford    | 70     | + 19.22 s        | 9               | 6     |
| 3   | 7  | Carlos Reutemann   | Brabham - Ford    | 70     | + 41.82 s        | 6               | 4     |
| 4   | 4  | Patrick Depailler  | Tyrrell - Ford    | 70     | + 1' 00. 08 min. | 12              | 3     |
| 5   | 11 | Clay Regazzoni     | Ferrari           | 70     | + 1' 03. 84 min. | 4               | 2     |
| 6   | 16 | Tom Pryce          | Shadow - Ford     | 70     | + 1' 28. 45 min. | 5               | 1     |
| 7   | 1  | Emerson Fittipaldi | McLaren - Ford    | 69     | + 1 Volta        | 8               |       |
| 8   | 8  | Carlos Pace        | Brabham - Ford    | 69     | + 1 Volta        | 2               |       |
| 9   | 14 | Bob Evans          | BRM               | 68     | + 2 Voltes       | 20              |       |
| 10  | 18 | John Watson        | Surtees - Ford    | 68     | + 2 Voltes       | 18              |       |
| 11  | 28 | Mark Donohue       | Penske - Ford     | 67     | + 3 Voltes       | 21              |       |
| 12  | 30 | Wilson Fittipaldi  | Fittipaldi - Ford | 67     | + 3 Voltes       | 24              |       |
| Ret | 22 | François Migault   | Hill - Ford       | 57     | Suspensions      | 22              |       |
| Ret | 9  | Vittorio Brambilla | March - Ford      | 54     | Frens            | 3               |       |
| Ret | 6  | Jacky Ickx         | Lotus - Ford      | 52     | Frens            | 16              |       |
| Ret | 5  | Ronnie Peterson    | Lotus - Ford      | 36     | Frens            | 14              |       |
| Ret | 21 | Jacques Laffite    | Williams - Ford   | 18     | Caixa canvi      | 23              |       |
| Ret | 10 | Lella Lombardi     | March - Ford      | 18     | Motor            | 17              |       |
| Ret | 23 | Tony Brise         | Hill - Ford       | 17     | Motor            | 7               |       |
| Ret | 24 | James Hunt         | Hesketh - Ford    | 15     | Transmissió      | 11              |       |
| Ret | 17 | Jean-Pierre Jarier | Shadow - Ford     | 13     | Virolla          | 10              |       |
| Ret | 20 | Arturo Merzario    | Williams - Ford   | 2      | Embragatge       | 19              |       |
| Ret | 26 | Alan Jones         | Hesketh - Ford    | 1      | Accident         | 13              |       |
| Ret | 2  | Jochen Mass        | McLaren - Ford    | 0      | Accident         | 15              |       |

## Altres
- Pole: Niki Lauda 1' 25. 43

- Volta ràpida: Clay Regazzoni 1' 26. 76 (a la volta 11)